# Sant Benet del Canigó
La capella de Sant Benet del Canigó, o Sant Benet, és un oratori de l'abadia de Sant Martí del Canigó, del terme comunal de Castell de Vernet, a la comarca nord-catalana del Conflent.
Està situada uns 270 metres al nord del monestir, al final d'un camí que parteix de ran dels absis del monestir.